# Joško Sisgoreo

Joško Sisgoreo je bio nogometaš RNK Split. Igrao je u obje Splitove prvoligaške sezone. U tim sezonama odigrao je 25 utakmica.